# Frankfurter FC Victoria 1899

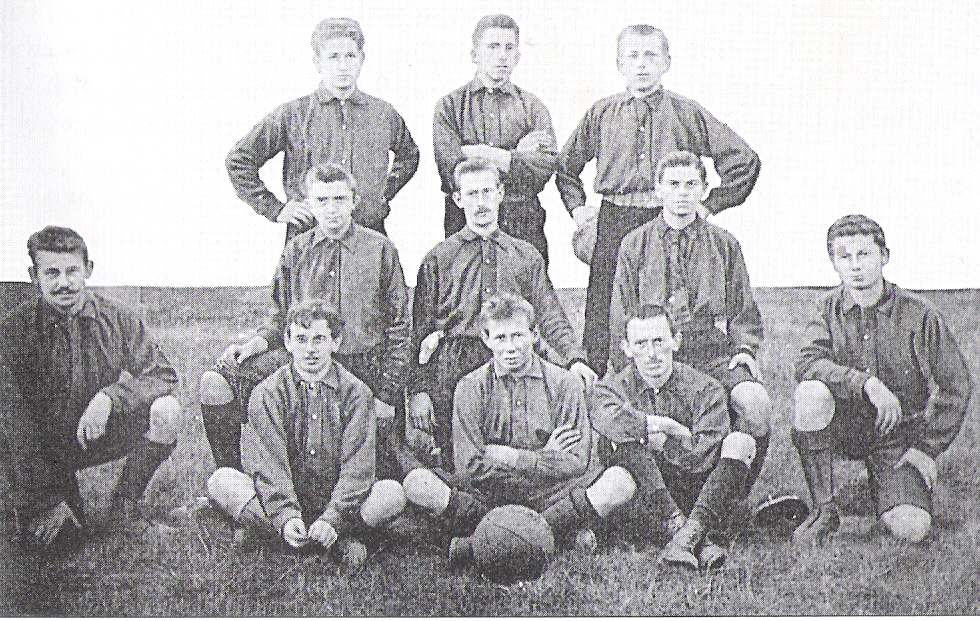
Die erste Victoria-Mannschaft 1899.

Der Frankfurter FC Victoria 1899 war ein Fußballverein aus Frankfurt am Main. Er wurde 1899 gegründet, fusionierte 1911  mit den Frankfurter Kickers zum Frankfurter Fußball-Verein (Kickers-Victoria), der wiederum 1920 in der Turn- und Sportgemeinde Eintracht,  der späteren Frankfurter Eintracht aufging. Die Victoria gehörte im Jahr nach ihrer Gründung zu den Gründungsvereinen des DFB und entwickelte sich schnell zu einem der erfolgreichsten Fußballvereine der Mainmetropole.

## Gründung
Der Frankfurter Fußball-Club Victoria wurde am 8. März 1899 von 15 Männern in einem Gasthaus in der Hohenzollernstraße 14, der heutigen Düsseldorfer Straße, gegründet. Als Spielort diente die „Hundswiese“ an der Eschersheimer Landstraße, das Vereinslokal war das „Schlesinger Eck“ in der Großen Gallusstraße 2a. Das erste Spiel fand bereits am 19. März gegen den 1. Bockenheimer FC 1899 statt, die Victoria-Spieler, die in roten Hemden und schwarzen Hosen antraten,  gewannen mit 4:1. Bis September des Jahres wurden insgesamt 16 Begegnungen gegen Mannschaften aus Frankfurt, Hanau und Mannheim ausgetragen. Auch gegen den bereits seit 1894 bestehenden FC Germania Frankfurt trat man an, dieses prestigeträchtige Spiel wurde mit 2:1 gewonnen. Obwohl erst wenige Monate zuvor gegründet, gehörte die Victoria im Januar 1900 zu den 86 Gründungsvereinen des Deutschen Fußball-Bundes.

## Aufstieg zum Frankfurter Spitzenverein
Der Fußball in Frankfurt steckte um die Jahrhundertwende noch in den Kinderschuhen, potentielle Gegner waren dünn gesät. Auf die Gründung des Frankfurter Association Bunds (FAB), an dem die Victoria als einer von vier Vereinen beteiligt war, folgte ab September 1900 eine erste Meisterschaftsrunde. Zu deren Ende lagen die Victoria und Germania mit jeweils fünf Punkten gleichauf. Das Entscheidungsspiel, das im November in Bockenheim ausgetragen wurde, gewann Germania mit 1:0. Beide Vereine nahmen im selben Jahr auch an der Süddeutschen Meisterschaft des VSFV teil. Der Victoria glückte hier zwar die Revanche gegen die Germania, sie schied dann aber gegen die Studentenmannschaft des Darmstädter FC aus dem Wettbewerb aus.
Zahlreiche Neuzugänge zur Runde 1901/02 sorgten dafür, dass die Mannschaft sich in dieser Spielzeit die Meisterschaft des FAB sicherte. Auch in Freundschaftsspielen gegen auswärtige Mannschaften erzielte man achtbare Ergebnisse. In der Endrunde um die Süddeutsche Meisterschaft war aber auch in diesem Jahr früh Schluss, bereits in der ersten Runde unterlag man dem späteren Vizemeister FC Hanau 93. Ähnlich schnitt man in der Spielzeit 1902/03 ab. Erneut wurde die FAB-Meisterschaft gewonnen, bei der Süddeutschen Meisterschaft scheiterte Victoria – nach Siegen gegen die Offenbacher Kickers (3:0) und Viktoria 94 Hanau (2:0) – jedoch erneut an Hanau 93 (2:3).

Gemeinschaftliches Mannschaftsfoto der Victoria (dunkle Trikots) mit dem FC Britannia aus dem Jahr 1907

Zur Spielzeit 1903/04 organisierte der süddeutsche Verband erstmals eine Punktspielrunde. Hierzu wurde das Verbandsgebiet des VSFV in zwei Kreise (Nord- und Südkreis) aufgeteilt, die wiederum in Gaue unterteilt waren. Zwölf Vereine aus Frankfurt, Wiesbaden und Umgebung spielten in der Staffel „Westmaingau“ des Nordkreises. Victoria war in dieser Runde wenig erfolgreich, nach den elf Spielen standen 9:13 Punkte zu Buche. Der FAB organisierte in diesem Jahr ebenfalls eine Meisterschaft, die erst im Frühjahr nach Abschluss der VsFV-Runde ausgetragen wurde. Durch eine 0:1-Niederlage gegen die Frankfurter Kickers gleich im ersten Spiel stand fest, dass die Victoria ihren Vorjahrestitel nicht verteidigen würde. Dafür gelang es der Victoria in der Folgesaison 1904/05, ohne Punktverlust die Gaumeisterschaft zu gewinnen. In der Endrunde um die Nordkreismeisterschaft zog man allerdings gegen Hanau 93 und Union 97 Mannheim den Kürzeren. Die in diesem Jahr letztmals ausgetragene FAB-Runde musste durch ein Wiederholungsspiel zwischen Victoria und dem FSV Frankfurt entschieden werden, nachdem beide Kontrahenten unentschieden gespielt hatten. Victoria musste sich schließlich in Hanau den Bornheimern mit 2:4 geschlagen geben.
Nach der Westmaingau-Runde 1905/06 lagen Victoria und FSV mit 12:2 Punkten erneut gleichauf, das bessere Torverhältnis entschied die Meisterschaft zugunsten des Titelverteidigers. Die Victoria konnte sich aber in der anschließenden Nordkreis-Meisterschaft erneut nicht durchsetzen. In den darauf folgenden Spielzeiten wurde die Staffeleinteilungen erneut mehrmals verändert, die Victoria belegte nurmehr Plätze im Mittelfeld ihrer Staffel. Als zur Saison 1909/10 eine eingleisige Liga für den Nordkreis eingeführt wurde, wurde die Victoria trotz eines sechsten Platzes und 7:17 Punkten im Vorjahr gerade noch aufgenommen. In der zwölf bzw. in der Folgesaison 13 Mannschaften umfassenden obersten Spielklasse konnte die Victoria ebenso wenig in den Kampf um die Meisterschaft eingreifen wie die Frankfurter Kickers. Die Meisterschaft 1909 und 1910 entschieden Viktoria 94 Hanau und der SV Wiesbaden für sich, als bester Frankfurter Verein war jeweils der FSV platziert, der inzwischen auch zum mitgliederstärksten Frankfurter Fußballverein angewachsen war (335 Mitglieder, Kickers 214, Victoria 133).
1911 fusionierte die Victoria schließlich mit den Frankfurter Kickers. Am 7. Mai fand das erste Spiel des Frankfurter Fußball-Vereins Kickers-Victoria gegen den Freiburger FC statt. Bereits neun Jahre später folgte eine weitere Fusion, gemeinsam mit der Frankfurter Turngemeinde wurde die Turn- und Sportgemeinde Eintracht Frankfurt von 1861 gegründet, die heute noch unter dem Namen Eintracht Frankfurt besteht.

## Spielstätten
Zwar herrschte in Frankfurt zu Beginn des 20. Jahrhunderts ein reger Spielbetrieb, viele Vereine, darunter auch die Victoria, hatten aber große Probleme, eine eigene Spielstätte zu finden bzw. zu finanzieren. Bis 1906 war allein die Zahl der beim DFB gemeldeten Frankfurter Vereine auf 21 angestiegen. Hauptspielort war zu diesem Zeitpunkt immer noch die „Hundswiese“, die jedoch von vielen Vereinen in Anspruch genommen wurde, was der Qualität des Bodens nicht zuträglich war, und zudem kein abgeschlossenes Gelände ermöglichte, wodurch den Vereinen Einnahmen durch Eintrittsgelder entgingen. Die Stadt Frankfurt sah sich schließlich veranlasst, in der Sportplatzfrage tätig zu werden, so dass vor allem im Norden und Osten der Stadt geschlossene Sportanlagen entstanden. So wurde beispielsweise im Ostpark der städtische „Sportpark Frankfurt“ angelegt, für dessen Sportplätze inklusive Holztribüne die Hermannia jährlich 1000 Mark Pacht bezahlte.
Die Victoria erhielt schließlich nördlich der „Hundswiese“ ihre eigene Anlage an der Eschersheimer Landstraße, trug sich daraufhin auch in das Vereinsregister ein und gab Anteilsscheine zum Ausbau des Sportplatzes aus, der am 31. März 1907 mit einem Spiel gegen eine Association-Mannschaft aus Paris eingeweiht wurde. 1910 wurde die Holztribüne der inzwischen aufgelösten Hermannia für 350 Mark erworben und am Platz an der Eschersheimer Landstraße aufgebaut.